# استان یووا
استان یووا (ඌව පළාත) از استان‌های کشور سری‌لانکا است. جمعیت آن ۱٬۲۵۹٬۸۸۰ نفر و دومین استان کم‌جمعیت سری‌لانکا است.
مرکز این استان شهر بادولا است. این استان دو شهرستان به نام‌های بادولا و مونراگالا دارد.